# Auguste Sievert
Wilhelmine Auguste Sophie Sievert (* 31. Oktober 1824 in Siegen; † 4. Januar 1897 in Wettin) war eine deutsche Schriftstellerin und Malerin.

## Leben
Auguste Sievert war die Tochter eines Bergbeamten aus dessen zweiter Ehe.
Sie blieb zeit ihres Lebens unverheiratet.
Nach dem Tod ihres Vaters, siedelte ihre Mutter mit ihren vier Kindern 1831 an ihren Geburtsort nach Wettin über.
Auguste Sievert erhielt in Dresden eine malerische Ausbildung und betätigte sich überwiegend in der Kleinmalerei von Blumen. Nachdem ihr Verlobter 1850, kurz vor der Hochzeit, verstorben war, war sie auch schriftstellerisch tätig und veröffentlichte verschiedene Romane und Erzählungen. 1856 gab sie Deutsche Heldensagen heraus.

## Schriften (Auswahl)
- Ein Waisenkind. Halle, 1854.
- Deutsche Heldensagen. Halle, 1856.
- Schildhorn. Romanze. Mit einem Anhange historischer Anmerkungen. Berlin: Huber, 1855.
- Licht und Schatten in eines Malers Leben. Halle, 1858.
- Bilder aus dem Alltagsleben. Halle, 1860 (Digitalisat).
- Gertrud. Halle, 1860 (Digitalisat).
- Der grüne Winkel. Halle, 1862 (Digitalisat).
- Drei Erzählungen für Kinder. Halle, 1864.